# نائیرا آهارونیان
نائیرا سریوژی آهارونیان (ارمنی: Նաիրա Սերյոժայի Ահարոնյան؛ انگلیسی: Naira Aharonyan زاده ۱۹ سپتامبر ۱۹۶۹) نقاش اهل ارمنستان است

## زندگی‌نامه
وی در ۱۹ سپتامبر ۱۹۶۹ در ایروان به دنیا آمد و از کالج دولتی هنرهای زیبای پانوس ترلمزیان (۱۹۸۹) و انستیتو دولتی هنری و نمایشی ایروان (۱۹۹۵) فارغ‌التحصیل گشت. از ۲۰۰۱ در مسکو زندگی و فعالیت می‌کند.

## نگارخانه

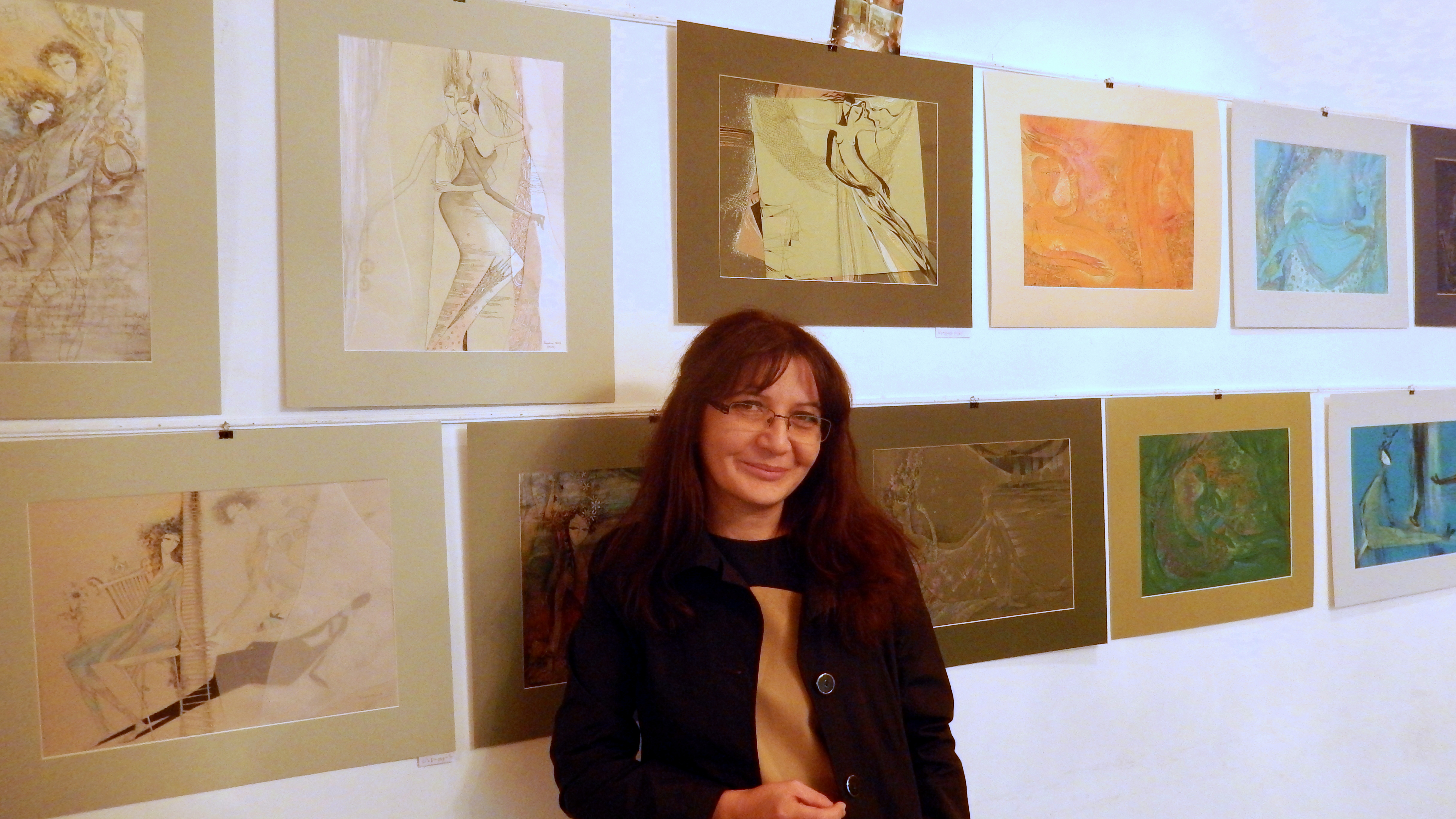